# Muntanyes Talkeetna
Les muntanyes Talkeetna (en anglès Talkeetna Mountains; en ahtna Dghelaay tahwt’aene) són una serralada d'Alaska, als Estats Units. Es troben al nord d'Anchorage, entre les muntanyes Chugach, a l'est, i la serralada d'Alaska, que les tanca en un semi-arc al nord-oest. El seu punt més elevat és el mont Sovereign, de 2.697 msnm. La serralada s'estén uns 150 quilòmetres de nord a sud. La majoria de la terra és de propietat estatal i acull nombrosos mamífers, com ara ossos grizzly, ossos negres, ants, caribús, llops, goluts i muflons de Dall.